# Dimeromyces balazucii
Dimeromyces balazucii W. Rossi & Cesari – gatunek grzybów z rzędu owadorostowców (Laboulbeniales). Grzyby mikroskopijne, pasożyty owadów (grzyby entomopatogeniczne).

## Systematyka
Pozycja w klasyfikacji według Index Fungorum: Laboulbeniaceae, Laboulbeniales, Laboulbeniomycetidae, Laboulbeniomycetes, Pezizomycotina, Ascomycota, Fungi.
Gatunek ten opisali W. Rossi & Cesari w 1977 r. na owadzie Scaphidema metallicum we Włoszech.

## Charakterystyka
Jest pasożytem zewnętrznym. W Polsce Tomasz Majewski opisał jego występowanie na chrząszczu Scaphidema metallicum z rodziny czarnuchowatych (Tenebrionidae).